# サイコロ太郎
サイコロ太郎（サイコロたろう、1980年12月31日 - ）は、日本プロ麻雀協会に所属する雀士。兵庫県出身。

## 人物・経歴
キャッチフレーズは「サイコなる知性」
最高位戦日本プロ麻雀協会、赤坂ドリブンズに所属している園田賢とは灘高等学校での同級生。

## 獲得タイトル
第2回、第16回オータムチャレンジカップ優勝(第2回は佐井孝太郎名義)